# Џон Пим
Џон Пим (енгл. John Pym; Лондон, 20. мај 1584 — Лондон, 8. децембар 1643) био је енглески пуритански вођа Доњег дома против краља Чарлса I за време Дугог парламента и креатор услова победе Парламента у Енглеском грађанском рату.

## Биографија

### Детињство и младост
Пим је рођен у Бримору, у Самерсету, где је његова фамилија живела још од 13. векa. Отац Александар је умро кад је Џон имао само неколико месеци, а мајка Филипа се преудала након неколико година за Антонија Рауса. Пим је почео школовање 1599. на Оксфорду, на Пемброук колеџу, студирајући право. Године 1602. је позван у Почасно друштво Средњег замка, познатије само као Средњи замак, један од четири судска пансиона која су имала ексклузивно право да своје чланове уврсте у енглеску адвокатску комору као адвокате. Иако је ушао у то друштво, Пим није никад позван у комору.
Године 1614. се оженио Аном Хук, ћерком физичара и секретара Краљевског друштва у Лондону, Роберта Хука. Овај брак је утицао на развој Пимовог снажног пуританизма и његов жесток став против католицизма и арминијанизма, а омогућио му је и да уђе у Раусов кружок, који је заступао овакве друштвене и политичке ставове.
Поред управљања својим поседима у Самерсету, Пим је добио посао у државној благајни као пријемник Краљевих прихода за Хемпшир, Вилшир и Глостершир.

### Политичка опозиција
Под утицајем бедфордског грофа, почео је да се бави политиком. 1614. године је ушао у Парламент и прикључио се Сељачкој партији. Године 1626. је организовао опозив Џорџа Вилерса, првог војводе од Бакингема, због оптужби за корупцију и финансијске малверзације.
Пимова политичка каријера почела када је, под покровитељством четвртог грофа од Бедфорда, изабран је за посланика за Цалне у Вилтширу за време владавине Џејмса I. Већ 1625, он је изабран за Тавистока у Девону, који је заступљен у прва три парламената од владавине Чарлса I. Он је настао као отворени непријатељ римокатолика и чврсти присталица оних који су се противили краљевој произвољној употреби својих овлашћења. Пим је такође и активно захтевао да се опозове војвода од Бакингама (Duke of Buckingham) 1625. и 1626, а подржао је и петицију права 1628.
Године 1628. био је водећи заговорник Петиције о праву, Декларације грађанских слобода, коју је подржао Парламент, а 1641. убедио је Парламент да донесе Акт о погубљењу без суђења, проглашавајући Томаса Страфорда и Вилијама Лода кривим за издају.
Он је објавио велику Представку, документ који је осудио владавину Чарлса I када је покушао да ухапси Пима и још четири посланика. Криза између краља и Парламента се продубила и 1642. године је дошло до избијања Енглеског грађанског рата. После избијања грађанског рата, Пим је укључен у решавање финансијских питања на страни Парламента као председник Комитета за безбедност од 4. јула 1642. Склопио је савез са Шкотском, који је по историјским изворима познат као свечани савет и повеља, обећавајући шкотским презбетеријанцима новац и верске реформе, а заузврат је тражио војну помоћ Парламентарцима. Новчана и војна помоћ Конвента и презбетеријанаца обезбедила је чврсте основе за победу Парламента 1645, пошто су њихови тако ојачани ресурси били далеко већи од оног што су поседовали Ројалисти.
Претпоставља се да је Џон Пим умро од рака. Преминуо је 8. децембра 1643. и сахрањен је у Вестминстерској опатији. Након рестаурације Монархије, његови постхумни остаци су ексхумирани, опљачкани и, коначно, поново сахрањени у заједничку јаму.